# Hermann Stamm (Fotograf)

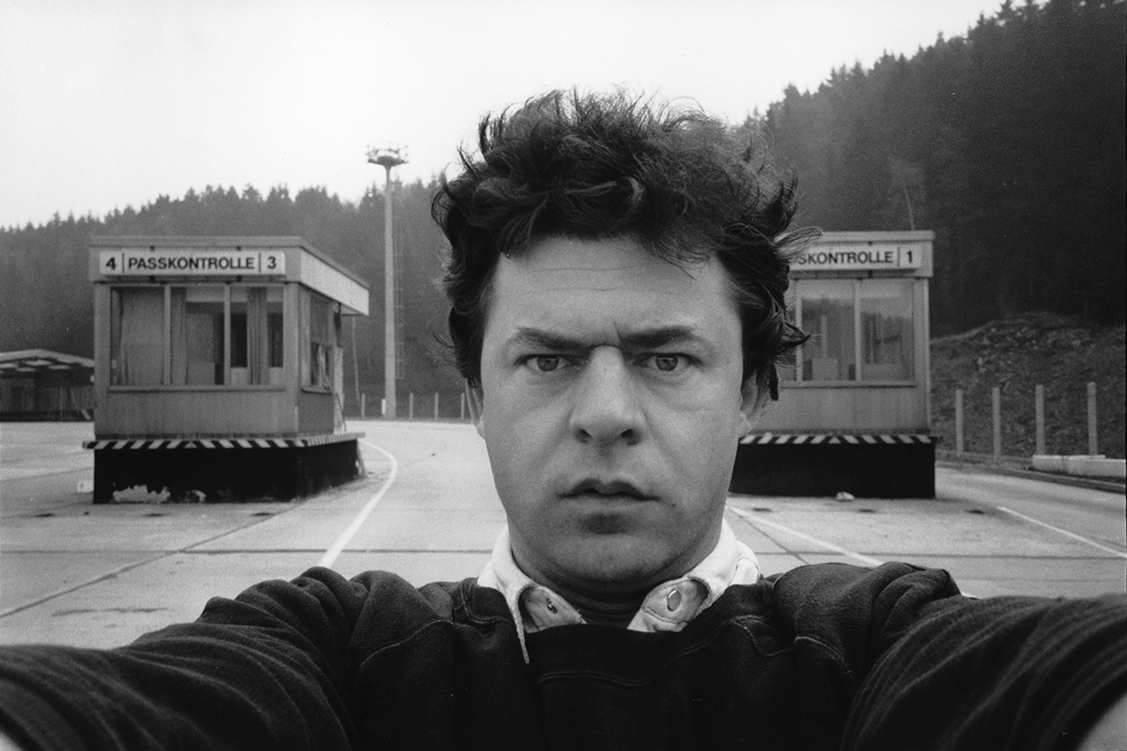
Selbstporträt von Hermann Stamm, Auszug aus der Serie „Aus der Registratur des Nachdenkens“ – Titel: „Transitweg“ (1990)

Hermann Stamm (* 21. September 1953 in Kulmbach) ist ein deutscher Fotokünstler und Professor für Visuelle Kommunikation und Fotografie an der Bauhaus-Universität in Weimar.

## Leben
Stamm belegte ein Studium Grafik-Design mit Abschluss als Diplom-Designer an der FH Würzburg 1978. Es folgte ein Studium Visuelle Kommunikation/Fotografie mit Abschluss bei Floris M. Neusüss an der GhK Kassel 1981. Anschließend folgten Lehraufträge und Vortragstätigkeiten an verschiedenen internationalen Hochschulen. Eine Berufung in die DFA bekam Stamm 1990. Seit 1993 ist er Professor für Visuelle Kommunikation und Fotografie an der Bauhaus-Universität Weimar.

## Auszeichnungen (Auswahl)
- 1979: Otto Steinert Preis der DGPH (erstmaliger Preisträger)[3]
- 1983: Stipendium: Neue Zeitgenössische deutsche Fotografie Alfried Krupp von Bohlen und Halbachstiftung; Essen
- 1984: Kodak Fotobuchpreis
- 1985: Stipendium: Künstlerhaus Bethanien; Berlin
- 1987: Stipendium: Arbeitsstipendium des Senators für Kulturelle Angelegenheiten; Berlin

## Einzelausstellungen (Auswahl)
- 1979 – Museum Folkwang, Essen
- 1980 – Photomuseum, München
- 1980 – Werkstattgalerie, Tübingen
- 1981 – Palais Walderdorf, Trier
- 1981 – Fotogalerie, Schloss Hanau
- 1982 – Galerie P 52, Luxemburg
- 1982 – Rencontres International de la Photographie, Arles
- 1982 – Werkstattgalerie, Tübingen
- 1983 – Galerie Morguen, Antwerpen
- 1983 – Galerie Arpa, Bordeaux
- 1983 – Galerie Forum Stadtpark, Graz
- 1984 – Werkstatt für Photographie, Berlin
- 1984 – Art Forum, Sulzdorf
- 1984 – Fotoforum, Bremen
- 1985 – Künstlerhaus Bethanien, Berlin
- 1986 – Galerie Salzburg, College
- 1987 – Neue Gesellschaft für Bildende Kunst, Berlin
- 1988 – Fotoforum, Bremen
- 1989 – ZN Siemens-Ausstellungshalle, Köln
- 1989 – Galerie 86, Trier
- 1989 – Galerie Morguen, Antwerpen
- 2003 – Orbit, Perth
- 2004 – Reingold
- 2004 – Zeit der Bilder – Bilder der Zeit, Galerie der FH Würzburg
- 2008 – Pictures from the repository of Reflexion, Cypercentro Castelo Branco, Portugal
- 2009 – Die Sehnsucht der fliegenden Blätter, China Agricultural Universität, Peking
- 2019 – TATSACHE.STAMM – eine Retrospektive, Werkstatt für Fotografie der Bauhaus-Universität Weimar

## Gruppenausstellungen (Auswahl)
- 1978 – Hommage a Nicephore Niepce/Fotoforum Maison Europeenne de la Photographie Chalon-sur-Saonne
- 1980 – Kunst als Fotografie/Fotoforum London, Porto, Coimbra, Barcelona, Zagreb, Novi Sad, Ljubljana, Belgrad
- 1981 – New German Photography London, Cardiff, Rochdale, Liverpool, Dublin, Bath
- 1981 – Die friedliche Nutzung der Fotografie/Fotoforum am Dom, Lübeck
- 1981 – Foto – No Foto/Fotoforum Kunstverein, Mannheim
- 1982 – Acte Foyer International Daccueil de Paris, Paris
- 1982 – Lichtbildnisse Rheinisches Landesmuseum, Bonn
- 1982 – Le Portrait comme paysage – Le paysage comme Portrait Rencontres Internationales de la Photographie, Arles
- 1983 – Place an identity in the European Photography Rimini, Pordenone
- 1983 – Quiporte, siest bien bonn, Marseille
- 1983 – Tod in der Kunst, Universität – Gesamthochschule Essen
- 1984 – Stipendien für neue zeitgenössische Fotografie, Museum Folkwang, Essen
- 1984 – Fotografie, Video und Installation, Galerie Rathestraße 25, Düsseldorf
- 1985 – Zeitgenössische Deutsche Fotografen, Museum für Fotografie, Braunschweig
- 1985 – Zeitgenössische Europäische Fotografie Barcelona, Madrid
- 1986 – Ein Grimm auf Märchen, Künstlerhaus Bethanien, Berlin
- 1986 – Ikarus Mythos und Realität, Neue Gesellschaft für Bildende Kunst, Berlin
- 1986 – Können Bilder denken, Kunstverein Lingen
- 1987 – Der Traum vom Fliegen, Rathausgalerie Tempelhof, Berlin
- 1988 – Doodgewoon Tod in der Kunst, Kulturen Ontmoetingscentrum de Warende Turnhout, Belgien
- 1989 – Menschen auf Fotos, Galerie der Künstler, Würzburg
- 1990 – Voll Format, Kulturwerkstatt, Erlangen
- 1991 – Kunst aus Mainfranken, Mainfrankenhalle, Würzburg
- 1991 – Todesbilder, Galerie Blau, Freiburg
- 1991 – Prospektive, Galerie Stadt Leinfelden-Echterdingen
- 1993 – Stabilimento Bavaria, Bilder aus der Sammlung, Photomuseum München
- 1994 – Das Siemens Fotoprojekt, „Aus der Stille des Raumes“, Nederlands Foto Institut, Rotterdam
- 1994 – 8 Fotografen zum gleichen Thema, „Aus der Stille des Raumes“, Städtische Galerie, Nordhorn
- 1994 – Das persönliche Dokument, „Bilder aus der Registratur des Nachdenkens“, Realismusstudio Neue Gesellschaft für Bildende Kunst, Berlin
- 1995 – Siemens Fotoprojekt, „Aus der Stille des Raumes“, Stabilimento Bavaria, Prato
- 1995 – Durch Röntgen, „Adam und Eva“, Lichtbilder zum Jubiläum eines Forschers und Entdeckers Art & Rat Galerie, Remscheid
- 1995 – Aus Weimar Kopf an Kopf, „Der Deutschlehrer“, ACC Galerie, Weimar
- 1997 – Projekt Kunsthonig, „Das Volk“, Bienenmuseum Weimar
- 1997 – Engel, „Wings“, ACC Galerie Weimar
- 1998 – Otto-Steinert-Preisträger 1979–1998, Deutsche Gesellschaft für Fotografie, Köln
- 1999 – Fotoart, Europäische Kunstakademie Kunsthalle, Trier
- 2000 – Fahnen, Europäische Kunstakademie Kunsthalle, Trier
- 2000 – Das Fotoskizzenbuch, Galerie Neu Deli, Weimar
- 2001 – Dozentenausstellung, 25 Jahre Europäische Kunstakademie, Trier
- 2002 – Faszination Technik B/2, Leipzig
- 2002 – Fotografie als Experiment, Kunsthalle, Erfurt
- 2003 – Die Sache Selbst, Kunsthalle der Polytechnischen Universität Valencia
- 2003 – M_ARS Kunst und Krieg, Neue Galerie am Landesmuseum Joanneum, Graz
- 2004 – Ost – West Ikarus, Ein Mythos im geteilten Deutschland Winkelmann Gesellschaft Stendal & Kunstmuseum Friedenstein Schloß Gotha
- 2004 – Back to Kassel, Kasseler Kunstverein Fridericianum, Kassel
- 2005 – 2LIVE International Photography, Gallery of Fine Arts, Koršoska, Slovenia
- 2006 – Die Entdeckung des Wertlosen, Bauhaus-Universität Weimar, Weimar
- 2006 – Maskenmenschen, Kunsthalle Europäische Akademie, Trier
- 2007 – The Second View, Internationale Fotografie und Installation, Neufert Stiftung, Weimar
- 2007 – create understanding, Cicero Galerie, Berlin
- 2008 – Im Spiegel der Anderen, Sala da Nora, Teatro Castelo Branco, Portugal
- 2008 – Apparently Useless, Der Schein des Nutzlosen, Orbit 2008, University Wageningen, Niederlande
- 2009 – Nude Visions, Stadtmuseum, München
- 2010 – Nude Visions, Museum für Kunst und Gewerbe, Hamburg
- 2010 – Amnesia Memoria, Neues Museum Weimar / Universität Amiens
- 2016 – Kreuzberg – Amerika, C/O-Berlin, Berlin
- 2018 – KARL MARX 1818–1883 LebensWert Arbeit, Museum am Dom, Trier
- 2018 – Hermann Stamm und Thomas Bachler, Galerina Steiner, Berlin

## Veröffentlichungen (Auswahl)
- 1979 – Fotografie als Kunst-Kunst als Fotografie, Dumont Köln
- 1979 – Professional Camera 11
- 1980 – Kunststoff Nr. 4/6
- 1980 – European Photography 5
- 1980 – Kunstforum International Nr. 41/5
- 1980 – Dokumentarphotography
- 1980 – Hommage a Nicephore Niepce
- 1980 – Medium Fotografie, Kassel
- 1980 – Das verbotenen Leid
- 1980 – Medium Fotografie, Kassel
- 1980 – Kick und Klick
- 1980 – Medium Fotografie, Kassel
- 1980 – Photo-No Photo
- 1980 – Medium Fotografie, Kassel
- 1980 – Professional Camera
- 1981 – Photography Year 1980
- 1981 – Time Live, New York
- 1981 – Frankfurter Idee 4
- 1981 – Kunststoff 10
- 1982 – Würzburger Blätter 7
- 1982 – FH Würzburg, Lichtbildnisse
- 1982 – Rheinisches Landesmuseum Bonn
- 1982 – Arles en 82
- 1982 – Rencontres Internationales de la Photographie Arles
- 1983 – Fotografie Europea Contemporena
- 1983 – Jaca Book, Milano
- 1983 – Fase 2/4, Kulturmagazin Antwerpen
- 1983 – Le Portrait comme Paysage, OfAI/DFJW Landesmuseum Bonn
- 1983 – Projekt Würzburger Blätter, FH Würzburg Gestaltung
- 1983 – Quimporte, sic est bien, Landesmuseum Bonn
- 1984 – Der verbotene Tod, Frölich und Kaufmann, Berlin
- 1984 – Camera Austria 16/16
- 1984 – Neue zeitgenössische Deutsche Fotografie, Museum Folkwang, Essen
- 1985 – Jahrbuch für Ästhetik, Rader Verlag, Aachen
- 1985 – Westermanns Kulturmagazin 2
- 1985 – Die Tragödie der großen Flieger, Künstlerhaus Bethanien, Berlin
- 1986 – Ikarus Mythos und Realität
- 1986 – Neue Gesellschaft für Bildende Kunst, Berlin
- 1986 – Gegen die Indifferenz der Fotografie, Edition Marzona, Bielefeld
- 1986 – Fotokritik 21/22
- 1987 – Die Lehre, Neue Gesellschaft für Bildende Künste, Berlin
- 1987 – Können Bilder denken, Kunstverein Lingen
- 1987 – Die Inszenierung der Macht, NGBK/Verlag Nischen, Berlin
- 1987 – Der Traum vom Fliegen, Elefantenexpress, Berlin
- 1988 – Doodgewoon, Kulturcentrum Turnhout, Belgien
- 1989 – Aus der Stille des Raumes, Fotoprojekte Projekt 7, Siemens AG, München
- 1989 – Menschenbilder, Galerie der Künste, BBK München
- 1990 – Fragmente Ende 90 (4) Verlag, Institut für Bagonalistik, München
- 1990 – Öko-Test Magazin Frankfurt, NR: 5/7/8/9/10/11
- 1990 – Siemens Kulturprogramm 1988/89/90
- 1991 – Todesansichten, Galerie Blau Freiburg
- 1991 – Siemens Kulturprogramm, München, Arbeitsräume heute und morgen
- 1991 – Prospektive, Jonas Verlag, Marburg
- 1991 – Placebo Domine Fragmente, München
- 1992 – „Über Fotografie“, TAZ Bremen
- 1992 – Siemens Fotoprojekte 1987–92, Verlag Ernst und Sohn, Berlin
- 1995 – FB 1 Fotografie, Fachhochschule Würzburg, FB Gestaltung
- 1995 – Das persönliche Dokument, Neue Gesellschaft für Bildende Kunst e. V. Berlin
- 1996 – Das verlorene Ansehen, Bulletin DFA 12/96
- 1997 – Projekt Kunsthonig, Universitätsverlag, Bauhaus-Universität Weimar
- 1998 – Otto-Steiner-Preisträger 1979–1998, Deutsche Gesellschaft für Fotografie Köln
- 1999 – Foto Art, Europäische Akademie, Kunsthalle Trier
- 1999 – Bauhaus Fotografie, Fotoprojekte aus Weimar, Studentenarbeiten, Erfurter Kunstverein
- 2000 – Das Fotoskizzenbuch (Hrsg.), Ein Projekt der Bauhaus-Universität Weimar und der Universität Amiens, Bauhaus-Universität Weimar, Universitätsverlag
- 2001 – Text und Bild (Hrsg.), Studentische Arbeiten, Bauhaus-Universität Weimar, Jahrbuch Fakultät Gestaltung, Bauhaus-Universität Weimar, Universitätsverlag
- 2002 – Neue Qualität der Arbeit, DASA Dortmund, Campus Verlag, Frankfurt
- 2003 – Jahrbuch 2 Fakultät Gestaltung, Bauhaus-Universität Weimar
- 2003 – M_ARS Kunst und Krieg, Neue Galerie am Landesmuseum Joanneum Graz, Hatje Cantz Verlag, Ostfildern-Ruit
- 2003 – > Zeitgenössische Deutsche Fotografie <, Museum Folkwang Essen, Steidl Verlag, Göttingen
- 2003 – Kunst und Fotografie, Jonas Verlag, Marburg
- 2004 – Die Sache selbst, Bauhaus-Universität Weimar, Universitätsverlag
- 2004 – Tierfotografie (Hrsg.), Bauhaus-Universität Weimar, Universitätsverlag
- 2004 – Olebjetomismo, Universitat Politecnica, Valencia
- 2004 – Ost-West Ikarus, Winkelmann Gesellschaft, Stendal
- 2004 – Kann Fotografie unsere Zeit in Bilder fassen?, Kerber Verlag, Bielefeld
- 2005 – Zeit der Bilder – Bilder der Zeit, Ästhetik und Kulturphilosophie, LIT Verlag Münster
- 2005 – 2LIVE International Photography, Gallery of Fine Arts Koršoska, Slovenia, ISBN 961-91463-1-X
- 2006 – Die Entdeckung des Wertlosen (Hrsg.), Universitäts Verlag, Weimar, ISBN 978-3-86068-290-6
- 2007 – Die zweite Avantgarde / Das Fotoforum Kassel, Mitteldeutscher Verlag, Halle, ISBN 978-3-89812-490-4
- 2007 – Zeit der Bilder – Bilder der Zeit, Max Stein Verlag, ISBN 978-3-939615-01-9
- 2007 – The Second View Internationale Fotografie und Installation, Neufert Stiftung, Ausstellungskatalog
- 2008 – Ritmos / No Espelho de Outros, ESART – Escola Superior de Artes Aplicadas Castello Branco Portugal, Bauhaus-Universität Weimar,
- 2008 – Geisterfotografie (Hrsg.), Ausstellungskatalog zur Photokina Köln
- 2008 – Apparently Useless, Hermann Stamm / Werner Bidlingmaier (Hrsg.), Bauhaus-Universität Weimar
- 2008 – Der Schein des Nutzlosen, Verlag Orbit e. V., ISBN 3-935974-18-3
- 2008 – Contempomporaty Photography Projects / Prof. Hermann Stamm, Verlag People’s Fine Arts Publishing House, Peking, ISBN 978-7-102-04166-7
- 2008 – Diploma / Photography as a Medium / Prof. Hermann Stamm, Verlag People’s Fine Arts Publishing House, Peking, ISBN 978-7-102-04325-8
- 2009 – Nude Visions, Kehrer Verlag, Heidelberg, ISBN 978-3-86828-060-9
- 2010 – Amnesie Memoria Weimar Amiens, Universität de Picardie – Jules Vernes / Bauhaus-Universität Weimar, ISBN 978-2-917124-10-9
- 2016 – Werkstatt für Photographie 1976–1986, Hg. Florian Ebner, Felix Hoffmann, Inka Schube, Thomas Weski, Koenig Books, ISBN 978-3-96098-042-1